# Sunday Bloody Sunday (John Lennon & Yoko Ono)

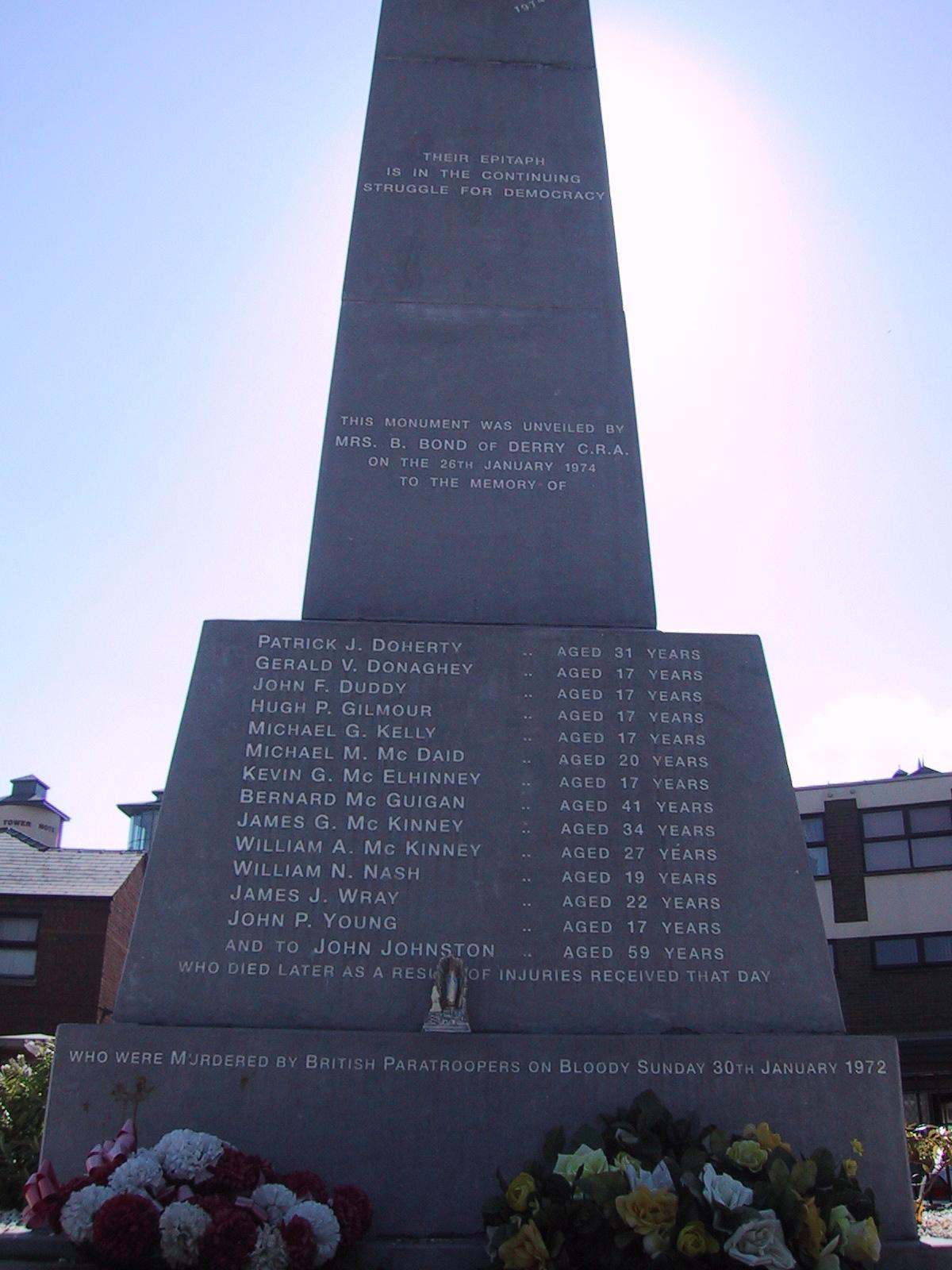
Il memoriale delle vittime della Bloody Sunday a Derry

Sunday Bloody Sunday è un brano musicale di John Lennon & Yōko Ono, incluso nel loro doppio album Some Time in New York City del 1972.

## Il brano

### Storia e composizione
Il brano è, assieme a The Luck of the Irish, uno dei due di Some Time in New York City ispirati alla questione nordirlandese, e nello specifico Sunday Bloody Sunday si riferisce alla "domenica di sangue", un episodio avvenuto a Derry il 30 gennaio 1972, quando ventisei cittadini disarmati furono colpiti dall'esercito britannico con colpi di armi da fuoco, e quattordici di loro perirono. L'album venne finito di registrare meno di un mese e mezzo dopo l'evento: infatti, questa canzone è l'ultima composta cronologicamente per il doppio LP, venendo scritta immediatamente dopo la notizia. Anche The Luck of the Irish parla dell'accaduto, ma era stata composta alla fine del 1971 e Lennon aggiunse alcuni versi sul massacro.
Nel testo, il protagonista è un irlandese, portavoce della causa repubblicana, sebbene né John né Yoko avessero mai abitato in Irlanda, e, nel momento degli scontri, si erano già trasferiti a New York da Londra, ma il primo, così come anche Paul McCartney, ha lontane origini irlandesi. Ugualmente, il chitarrista ha affermato di sentirsi molto legato a quella terra perché trascorse lì una sorta di seconda luna di miele. Mentre, nel 1968, con Revolution e Revolution 1, aveva espresso la sua incertezza riguardo all'uso della violenza, già tre anni dopo l'aveva considerata sbagliata, come espresso dalle prime liriche del singolo Power to the People del 1971; nel settembre di quell'anno, l'ex-Beatle lo affermò chiaramente in un'intervista, quando già erano iniziati degli scontri moderati in Irlanda; nell'occasione, si proclamò dalla parte dell'IRA dicendo che, se doveva scegliere tra violenza e non-violenza, sceglieva quest'ultima, ma se due persone si combattevano, sceglieva ugualmente chi appoggiare.

### Testo e musica
Il testo di Sunday Bloody Sunday, uno dei più duri e schietti mai scritti dal suo autore, esprime la rabbia di Lennon. Gli scrittori Ben Urish e Ken Bielen spiegarono come il testo "inizia con alcuni bei giri di parole retorici e un minimo di intuizione", per poi alla fine trasformarsi in "iperbole lirica" quando la rabbia di Lennon prende il sopravvento. Il biografo dei Beatles John Blaney notò come il bisogno urgente di Lennon di esprimere il proprio disgusto verso l'accaduto, lo portò a scrivere una canzone che è "un pezzo di propaganda a favore dell'indipendenza irlandese che ignora i fatti storici lasciandosi trasportare dall'emozione del momento". Il critico musicale Paul du Noyer in maniera simile descrisse il significato della canzone "troppo semplicistico" nell'imputare tutte le colpe ai britannici nella complicata faccenda dei rapporti tra inglesi e irlandesi, sebbene riconosca che i sentimenti di Lennon erano "sinceri". Nel controverso testo viene affermato che "i porci inglesi e scozzesi" devono tornarsene a casa e l'Irlanda del Nord viene paragonata a un campo di concentramento. Le liriche esprimono anche un profondo disprezzo verso il colonialismo britannico. Il critico musicale Johnny Rogan trova un "involontario umorismo polemico" nel verso:
Sent to colonise the North

You wave your bloody Union Jacks

And you know what it's worth

How dare you hold to ransom

A people proud and free

Keep Ireland for the Irish

Put the English back to sea.»
Inviati a colonizzare il Nord

Sventolate le vostre maledette Union Jack

E sapete cosa valga

Come vi permettete di tenere in cattività

un popolo libero e fiero?

L'Irlanda resti agli irlandesi

Ricacciate gli inglesi in mare.»
(Sunday Bloody Sunday, John Lennon)
Lennon parlò delle polemiche sorte nei confronti del testo con il giornalista Roy Carr del New Musical Express:
(John Lennon)

### Registrazione e pubblicazione
Il pezzo, registrato fra febbraio ed inizio marzo 1972, è stato trattato pesantemente dalla tecnica "Wall of Sound" di Phil Spector, il quale ha co-prodotto la traccia assieme a John & Yoko. Nel brano appare anche un falso-finale che riprende con un fade-in, come nelle canzoni beatlesiane Strawberry Fields Forever ed Helter Skelter. Le royalties del brano, così come quelle di The Luck of the Irish, furono donate al movimento per i diritti civili dell'Irlanda del Nord con sede a New York. Sunday Bloody Sunday apre la seconda facciata del primo disco di Some Time in New York City, doppio LP pubblicato il 12 giugno 1972 negli Stati Uniti e, ben tre mesi dopo, il 15 settembre, in Gran Bretagna, dove oramai circolavano da tempo copie importate dell'album. Un altro brano di un ex-membro dei Beatles circa il "Bloody Sunday" è Give Ireland Back to the Irish (1972) del nuovo gruppo di Paul McCartney, i Wings.

## Formazione
- John Lennon: voce, chitarra elettrica
- Gary Van Scyoc: basso elettrico
- Adam Ippolito: pianoforte, organo
- Richard Frank Jr.: batteria, percussioni
- Jim Keltner: batteria
- Stan Bronstein: sassofono[1]
- Yōko Ono: cori[2]